# Richard Fletcher-Vane, II barone Inglewood
William Richard Fletcher-Vane (Carlisle, 31 luglio 1951) è un politico britannico, ex membro del Partito Conservatore.

## Biografia

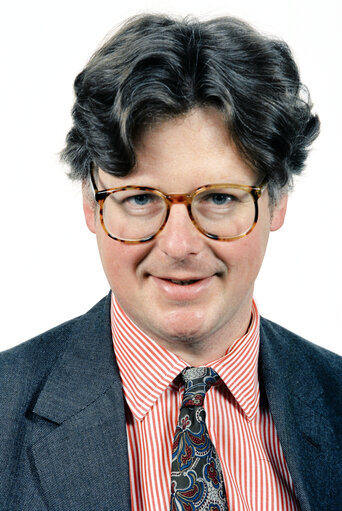
Richard Fletcher-Vane, II barone Inglewood

Inglewood è il figlio maggiore dell'ex parlamentare conservatore William Fletcher-Vane, I barone Inglewood e di sua moglie Mary Proby. Ha studiato all'Eton College e al Trinity College di Cambridge, ed è stato ammesso alla Lincoln's Inn nel 1975. È sposato con Cressida Pemberton-Pigott dal 1986, con cui ha un figlio e due figlie.
Alle elezioni generali del 1983, ha corso come candidato conservatore nella circoscrizione elettorale del Partito Laburista di Houghton e Washington East, dove ha ottenuto il terzo posto con il 24% dei voti.
Nelle elezioni europee del 1984, non ottenne successo nel collegio elettorale di Durham, nelle elezioni europee del 1989 fu eletto al Parlamento europeo nei collegi settentrionali della Cumbria e del Lancashire. Ha perso il seggio alle elezioni europee del 1994, ma è stato rieletto nel 1999, questa volta nel collegio elettorale dell'Inghilterra nord-occidentale. Non ha corso per le elezioni europee del 2004.
Nel 1989 ereditò il titolo di nobiltà di suo padre, compreso il seggio associato alla Camera dei lord. È stato eletto per la prima volta al Parlamento europeo nello stesso anno, dove ha mantenuto anche il seggio alla Camera dei lord. Dal 1994 al 1995 ha ricoperto il ruolo di Whip, poi la funzione di Ministro presso il Ministero della conservazione dei monumenti e degli edifici storici (Dipartimento per i beni nazionali). Rimase in carica fino a quando i conservatori persero le elezioni generali nel 1997. Dal 1993 è luogotenente della Cumbria. Con l'adozione del House of Lords Act 1999, perse automaticamente il seggio nella Camera dei lord insieme a tutti gli altri pari ereditari. Tuttavia, è stato scelto tra i 92 pari ereditari eletti che sono rimasti in carica dopo la riforma.

## Ascendenza
|                                            |               |                                        | Genitori                                         |  |  | Nonni |  |  | Bisnonni              |  |  | Trisnonni       |  |
|                                            |               |                                        |                                                  |  |  |       |  |  | sir Henry Morgan Vane |  |  | John Henry Vane |  |
|                                            |               |                                        |                                                  |  |  |       |  |  | sir Henry Morgan Vane |  |  | John Henry Vane |  |
|                                            |               | Elizabeth Nicholson                    |                                                  |  |  |       |  |  | sir Henry Morgan Vane |  |  |                 |  |
| hon. William Lyonel Vane                   |               |                                        |                                                  |  |  |       |  |  | sir Henry Morgan Vane |  |  |                 |  |
|                                            |               | Louisa Farrer                          | rev. Richard Farrer                              |  |  |       |  |  |                       |  |  |                 |  |
|                                            |               | Louisa Farrer                          | rev. Richard Farrer                              |  |  |       |  |  |                       |  |  |                 |  |
|                                            |               | Louisa Farrer                          | Anna Maria Chetwode                              |  |  |       |  |  |                       |  |  |                 |  |
| William Fletcher-Vane, I barone Inglewood  |               | Louisa Farrer                          |                                                  |  |  |       |  |  |                       |  |  |                 |  |
|                                            |               | William Pakenham, IV conte di Longford | Thomas Pakenham, II conte di Longford            |  |  |       |  |  |                       |  |  |                 |  |
|                                            |               | William Pakenham, IV conte di Longford | Thomas Pakenham, II conte di Longford            |  |  |       |  |  |                       |  |  |                 |  |
|                                            |               | William Pakenham, IV conte di Longford | lady Georgiana Emma Charlotte Lygon              |  |  |       |  |  |                       |  |  |                 |  |
| lady Katherine Louisa Pakenham             |               | William Pakenham, IV conte di Longford |                                                  |  |  |       |  |  |                       |  |  |                 |  |
|                                            |               | hon. Selina Rice-Trevor                | George Rice-Trevor, IV barone Dynevor            |  |  |       |  |  |                       |  |  |                 |  |
|                                            |               | hon. Selina Rice-Trevor                | George Rice-Trevor, IV barone Dynevor            |  |  |       |  |  |                       |  |  |                 |  |
|                                            |               | hon. Selina Rice-Trevor                | Frances Fitzroy                                  |  |  |       |  |  |                       |  |  |                 |  |
| Richard Fletcher-Vane, II barone Inglewood |               | hon. Selina Rice-Trevor                |                                                  |  |  |       |  |  |                       |  |  |                 |  |
|                                            | Douglas Proby | lord Claud Hamilton                    |                                                  |  |  |       |  |  |                       |  |  |                 |  |
|                                            | Douglas Proby | lord Claud Hamilton                    |                                                  |  |  |       |  |  |                       |  |  |                 |  |
|                                            | Douglas Proby | lady Elizabeth Proby                   |                                                  |  |  |       |  |  |                       |  |  |                 |  |
| sir Richard Proby, I baronetto             | Douglas Proby |                                        |                                                  |  |  |       |  |  |                       |  |  |                 |  |
|                                            |               | lady Margaret Hely-Hutchinson          | Richard Hely-Hutchinson, IV conte di Donoughmore |  |  |       |  |  |                       |  |  |                 |  |
|                                            |               | lady Margaret Hely-Hutchinson          | Richard Hely-Hutchinson, IV conte di Donoughmore |  |  |       |  |  |                       |  |  |                 |  |
|                                            |               | lady Margaret Hely-Hutchinson          | Thomasina Jocelyn Steele                         |  |  |       |  |  |                       |  |  |                 |  |
| Mary Proby                                 |               | lady Margaret Hely-Hutchinson          |                                                  |  |  |       |  |  |                       |  |  |                 |  |
|                                            |               | Alexander Henry Hallam Murray          | John Murray III                                  |  |  |       |  |  |                       |  |  |                 |  |
|                                            |               | Alexander Henry Hallam Murray          | John Murray III                                  |  |  |       |  |  |                       |  |  |                 |  |
|                                            |               | Alexander Henry Hallam Murray          | Marion Smith                                     |  |  |       |  |  |                       |  |  |                 |  |
| Betty Monica Murray                        |               | Alexander Henry Hallam Murray          |                                                  |  |  |       |  |  |                       |  |  |                 |  |
|                                            |               | Alicia Maria du Cane                   | Richard du Cane                                  |  |  |       |  |  |                       |  |  |                 |  |
|                                            |               | Alicia Maria du Cane                   | Richard du Cane                                  |  |  |       |  |  |                       |  |  |                 |  |
|                                            |               | Alicia Maria du Cane                   | Charlotte Maria Guest                            |  |  |       |  |  |                       |  |  |                 |  |
|                                            |               | Alicia Maria du Cane                   |                                                  |  |  |       |  |  |                       |  |  |                 |  |

## Titoli e stili
- Richard Fletcher-Vane Esq (1951–1964)
- The Hon. Richard Fletcher-Vane (1964–1989)
- The Rt. Hon. The Lord Inglewood MEP (1989–1993)
- The Rt. Hon. The Lord Inglewood DL MEP (1993–1994)
- The Rt. Hon. The Lord Inglewood DL (1994–1999)
- The Rt. Hon. The Lord Inglewood DL MEP (1999–2004)
- The Rt. Hon. The Lord Inglewood DL (from 2004)